# 근본 원인 분석
근본 원인 분석(Root cause analysis, RCA)은 과학 및 공학 분야에서 결함이나 문제의 근본 원인을 식별하는 데 사용되는 문제 해결 방법이다. 이는 IT 운영, 제조, 전기 통신, 산업 공정 관리, 사고 분석(예: 항공, 철도 운송 또는 원자력 발전소), 의학(의료 진단용), 의료 산업(예: 역학 (의학)) 등에 널리 사용된다. 근본 원인 분석은 귀납적(먼저 경험적 증거[원인]을 기반으로 이론[근본] 생성) 및 연역적(경험적 데이터로 이론[기본 인과 메커니즘] 테스트) 추론의 한 형태이다.
RCA는 네 단계로 분해될 수 있다.
- 문제를 명확하게 식별하고 설명
- 정상적인 상황부터 문제가 발생할 때까지의 타임라인을 수립한다.
- 근본 원인과 기타 원인 요인을 구별한다(예: 이벤트 상관관계 사용).
- 근본원인과 문제 사이의 인과관계 그래프 구축

RCA는 일반적으로 문제 재발을 방지하기 위해 수정 조치를 취하는 교정 프로세스에 대한 입력 역할을 한다. 이 프로세스의 이름은 애플리케이션 도메인마다 다르다. ISO/IEC 31010에 따르면 RCA에는 나제나제 분석(Five Whys), 고장 모드 및 영향 분석(FMEA), 결함수 해석, 이시카와 다이어그램 및 파레토 분석 기술이 포함될 수 있다.

## 같이 보기
- 나제나제 분석
- 인자 분석
- 고장 모드 및 영향 분석
- 결함수 해석
- 이시카와 다이어그램
- 회귀 분석
- 일반 선형 모델